# Joseph Jenkins Roberts
Joseph Jenkins Roberts (Norfolk, Virgínia, 15 de março de 1809 — Monróvia, 24 de fevereiro de 1876) foi o primeiro (1848-1856) e também  sétimo presidente de Libéria (1872-1876). Nascido livre em Norfolk, Virgínia, EUA, Roberts emigrou para a Libéria em 1829 ainda jovem. Ele abriu um comércio em Monróvia e depois entrou na política. Quando a Libéria se tornou independente em 1847, Roberts foi eleito o primeiro presidente, ficando no cargo até 1856. Em 1872 ele foi novamente eleito, sendo o sétimo presidente da Libéria.

## Juventude

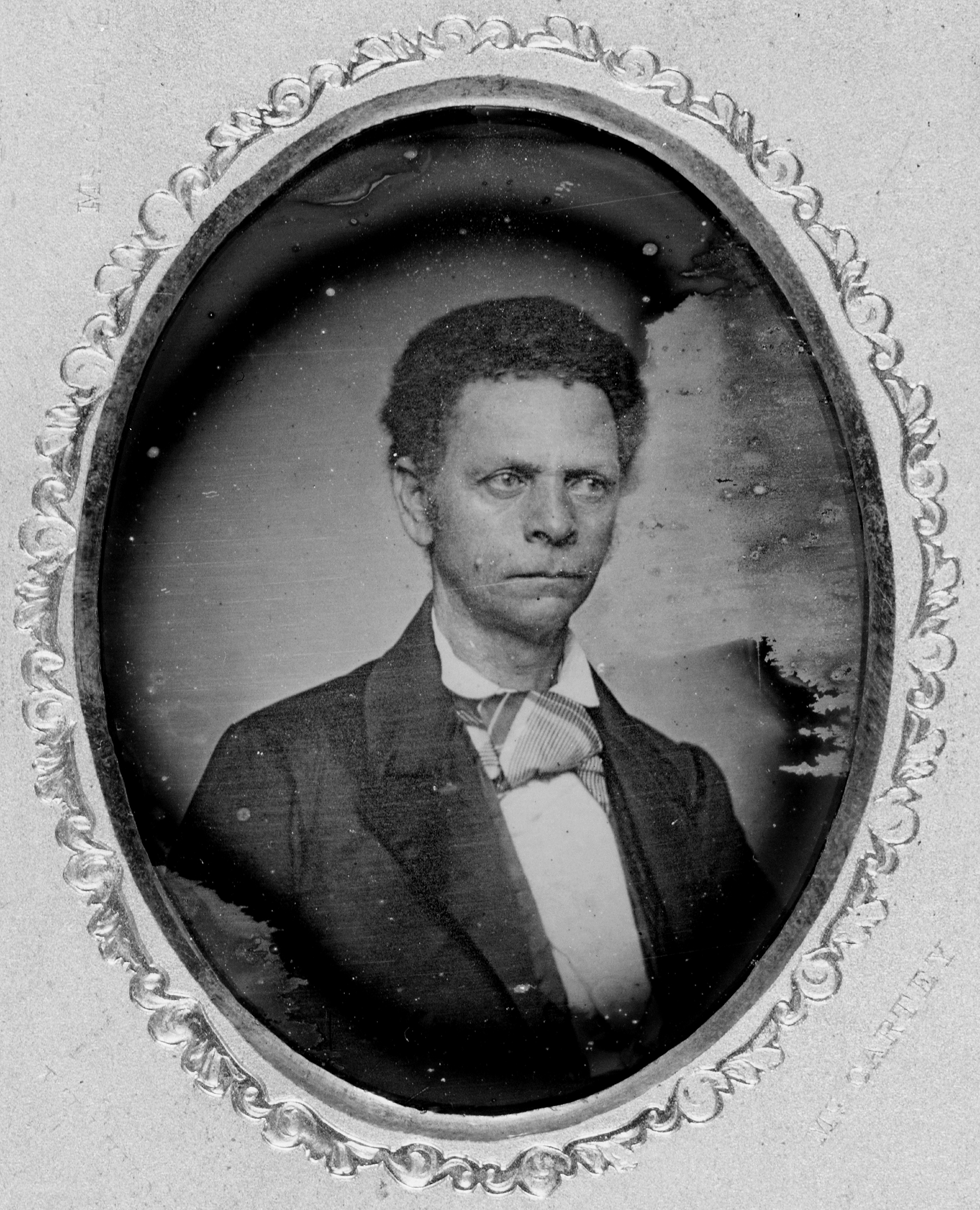
Foto de um daguerreótipo de Roberts.

Joseph nasceu livre em Norfolk, Virgínia, Estados Unidos, sendo o segundo filho mais velho de sete crianças. Alega-se que seu pai foi um agricultor galês. Sua mãe, Amelia, descrita como uma mulata clara, foi por um tempo escrava e esposa deste galês. Ele libertou Amelia quando ela ainda era muito jovem. Livre, Amelia casou-se com James Roberts, um negro livre. Ele foi o pai adotivo que deu a Joseph e a seus irmãos seu sobrenome e os criou como sendo seus. James Roberts possuía um negócio de barcos no rio James. Na época de sua morte, ele havia adquirido uma riqueza substancial para um afro-americano de seu tempo. Joseph Roberts era mais da metade europeu em ancestralidade. Como o historiador liberiano Abayomi Karnga observou em 1926, "Ele não era realmente negro; ele era um mestiço e poderia ter facilmente se passado por um homem branco". Quando garoto, Joseph começou a trabalhar no negócio de seu padrasto, transportando mercadorias numa barcaça que transportava materiais de Petersburg para Norfolk no rio James. A família se mudou para Petersburg, Virgínia, que era uma cidade industrial. Logo após se mudar, James Roberts morreu. Joseph continuou a trabalhar no negócio da família, mas também serviu como aprendiz em uma barbearia. O proprietário da barbearia, William Colson, era também um pastor e um dos negros mais bem educados da Virgínia. Ele permitiu que Joseph tivesse acesso à sua biblioteca privada, o que foi a fonte da maior parte de sua educação inicial.

## Imigração para aLibéria
Depois de ouvir os planos da Sociedade Americana de Colonização a colonizar o litoral africano do Cabo Mesurado, perto de onde hoje é a Monróvia, a família de Roberts decidiu se juntar a uma expedição. As razões para esta decisão são desconhecidas, mas, sem dúvida, as restrições do Black Code na Virgínia, desempenharam um papel importante. Outra provável razão para a decisão de emigrar eram as crenças religiosas da família de Roberts e o desejo de difundir o cristianismo e da civilização entre os povos indígenas da África. Em 9 de fevereiro de 1829 eles partiram para a África Harrie't. No mesmo navio foi James Spriggs Payne, que mais tarde se tornou o quarto presidente da Libéria.
Em Monróvia, a família estabeleceu um negócio com a ajuda de William Colson em Petersburgo. A empresa exportou produtos da palma, cana e marfim para os Estados Unidos e negociadas às mercadorias de importação americana na loja da empresa em Monróvia. Em 1835, Colson também decidiu emigrar para a Libéria, mas morreu logo após sua chegada. O negócio se expandiu rapidamente no comércio costeiro e da família Rodrigues tornou-se um membro bem-sucedido do estabelecimento local. Durante este tempo, seu irmão John Roberts Wright entrou para o ministério da Igreja Metodista da Libéria e, mais tarde, tornou-se bispo. O filho caçula da família, Henry Roberts, estudou medicina na Berkshire Medical School, em Massachusetts (Estados Unidos) e voltou para a Libéria para trabalhar como médico.
Em 1833, Roberts se tornou "alto xerife" da colônia. Uma de suas funções era a organização de expedições da milícia de colonos para o interior de cobrarem impostos dos povos indígenas e para acabar com as rebeliões. Em 1839, ele foi nomeado vice-governador pela Sociedade Americana de Colonização. Dois anos mais tarde, após a morte do governador de Thomas Buchanan, foi nomeado o primeiro governador não-branco da Libéria. Em 1846, Roberts pediu ao Congresso para declarar a independência da Libéria, mas também para manter a cooperação com a Sociedade Americana de Colonização. O referendo foi chamado que era a favor da independência. Em 26 de julho de 1847, ele declarou a independência da Libéria. Ganhou a primeira eleição em 5 de outubro de 1847 e foi empossado no cargo como primeiro presidente da Libéria, em 3 de janeiro de 1848.

## Primeira presidência (1847-1856)
Após a Libéria declarar a sua independência em 1847, Roberts foi eleito o primeiro presidente da Libéria, e Stephen Benson foi eleito vice-presidente. Roberts foi reeleito duas vezes mais para servir um total de oito anos, até que ele perdesse a eleição em 1855 para seu vice-presidente Stephen Allen Benson.
As tentativas de fundar um Estado baseado em cerca de 3000 colonos foram difíceis. Algumas tribos costeiras se tornaram protestantes e aprenderam à língua inglesa, mas a maioria dos africanos indígenas manteve sua religião tradicional e da linguagem. O comércio de escravos continuou ilegalmente a partir dos portos da Libéria, mas este foi encerrado pela marinha britânica em 1850.

### Relações internacionais
Roberts passou o primeiro ano de sua presidência à tentativa de obter o reconhecimento de países europeus e nos Estados Unidos. Em 1848, ele viajou à Europa para enfrentar a monarca britânica Victoria' e outros chefes de estado. A Grã-Bretanha (hoje Reino Unido) foi o primeiro país a reconhecer a independência da Libéria, seguido pela França, em 1848 ou 1852 (datas diferentes). Em 1849, as cidades alemãs de Hamburgo, Bremen e Lübeck reconheceram a nova nação, bem como Portugal, Brasil, o Reino da Sardenha (hoje pertencente à Itália) e Império Austríaco (hoje Áustria). A Noruega e a Suécia fizeram-no qualquer em 1849 ou 1863, o Haiti em 1849, a Dinamarca em 1849, ou 1869 (datas diferentes). No entanto, os Estados Unidos só reconheceram em 1862, durante a presidência de Abraham Lincoln, porque o governo estadunidense acreditava que os congressistas do Sul não aceitariam um embaixador negro em Washington, D.C.

### Relações com grupos indígenas e expansão
A resistência de grupos indígenas continuou, e escalas ocasionais de navios de guerra americanos desde que, nas palavras de "“Duignan”" e “"Gann”", uma "lição definitiva para moradores inquietos". Um exemplo foi à visita do presidente estadunidense John Adams em 1852, que teve um efeito perceptível sobre acalmar os chefes no “Grand Bassa”, a região costeira ao sul de Monróvia.
A Colônia Maryland declarou em 1854 a sua independência do Estado de Maryland Colonization Society, mas não se tornou parte da República da Libéria. Considerou a terra ao longo da costa entre a “Grand Cess and San Pedro Rivers”. Em 1856, o independente do estado de Maryland (África) solicitou ajuda militar da Libéria, em uma guerra com o “Gerbo” e “Kru”, povos que foram resistindo aos esforços dos colonos Maryland para controlar seu comércio. O presidente Roberts assistiu a e uma campanha militar marylanders, conjunta pelos dois grupos de colonos americano-africanos que resultaram na vitória. Em 1857, a República de Maryland uniria como Libéria pelo condado de Maryland.
Durante a sua presidência Roberts expandiu as fronteiras da Libéria ao longo da costa e fez as primeiras tentativas de integrar os povos indígenas do interior de Monróvia para a República. Em 1860, através de tratados e compras com os líderes africanos, a Libéria teria estendido suas fronteiras para incluir 600 quilômetros de costa.

### Economia e construção da nação
Os colonos construíram escolas, entre elas o Colégio da Libéria (que mais tarde se tornou a Universidade da Libéria). Durante estes primeiros anos, a agricultura, a construção naval e o comércio floresceram.

### Avaliação
Roberts tem sido descrito como um líder talentoso com habilidades diplomáticas. Sua liderança foi fundamental para dar a Libéria à independência e à soberania. Mais tarde em sua carreira de suas habilidades diplomáticas ajudou a lidar eficazmente com os povos indígenas e de manobra no complexo campo do direito internacional e das relações.

## Entre as presidências

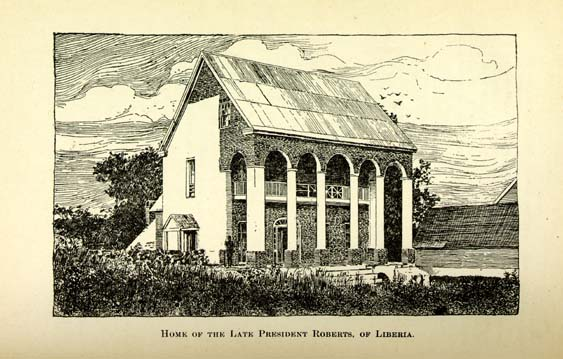
Litografia da antiga casa de Roberts em Monróvia.

Após deixar o cargo de presidente em 1856, Roberts trabalhou por quinze anos como um general do exército da Libéria, bem como uma representação diplomática na França e na Grã-Bretanha. Em 1862, ele ajudou a fundar o Colégio da Libéria e se tornou o primeiro presidente, em Monróvia, permanecendo como presidente até 1876. Roberts frequentemente viajava para os Estados Unidos para levantar fundos para o colégio. Até a sua morte foi uma cátedra na jurisprudência e do direito internacional.

## Segunda presidência (1872-1876)
Em 1871, o presidente Edward James Roye foi deposto por elementos leais ao Partido Republicano alegando que ele estava planejando para cancelar as próximas eleições para se manter no poder. Roberts, um dos líderes do Partido Republicano, venceu a eleição presidencial que se seguiu e, assim, retornou ao cargo em 1872. Ele serviu por dois mandatos até 1876. Durante a incapacidade de Roberts de 1875 até o início de 1876, o vice-presidente Gardiner exerceu o cargo de presidente interino.
As décadas depois de 1868 e a escalada de dificuldades econômicas enfraqueceram o domínio do Estado sobre a população costeira dos indígenas. As condições pioraram, o custo das importações foi muito maior do que a renda gerada pelas exportações de café, arroz, óleo de palma, cana e madeira. A Libéria tentou desesperadamente modernizar a sua economia predominantemente agrícola.

## Herança e legado
Roberts morreu no dia 24 de fevereiro de 1876, menos de dois meses após o seu segundo mandato ter terminado. Em seu testamento, deixou US$ 10.000 e sua propriedade para o sistema educacional da Libéria.
O principal aeroporto da Libéria, Roberts International Airport, a cidade de Robertsport e Roberts Street, em Monróvia, são nomeados em honra de Roberts. Seu rosto também é descrito na nota de dez dólares liberianos introduzidos em 1997 e o dólar de cinco anos em circulação entre 1989 e 1991. Seu aniversário, 15 de março é um feriado nacional na Libéria.Sua influência cresce cada vez mais.